# Schloss Gainfarn

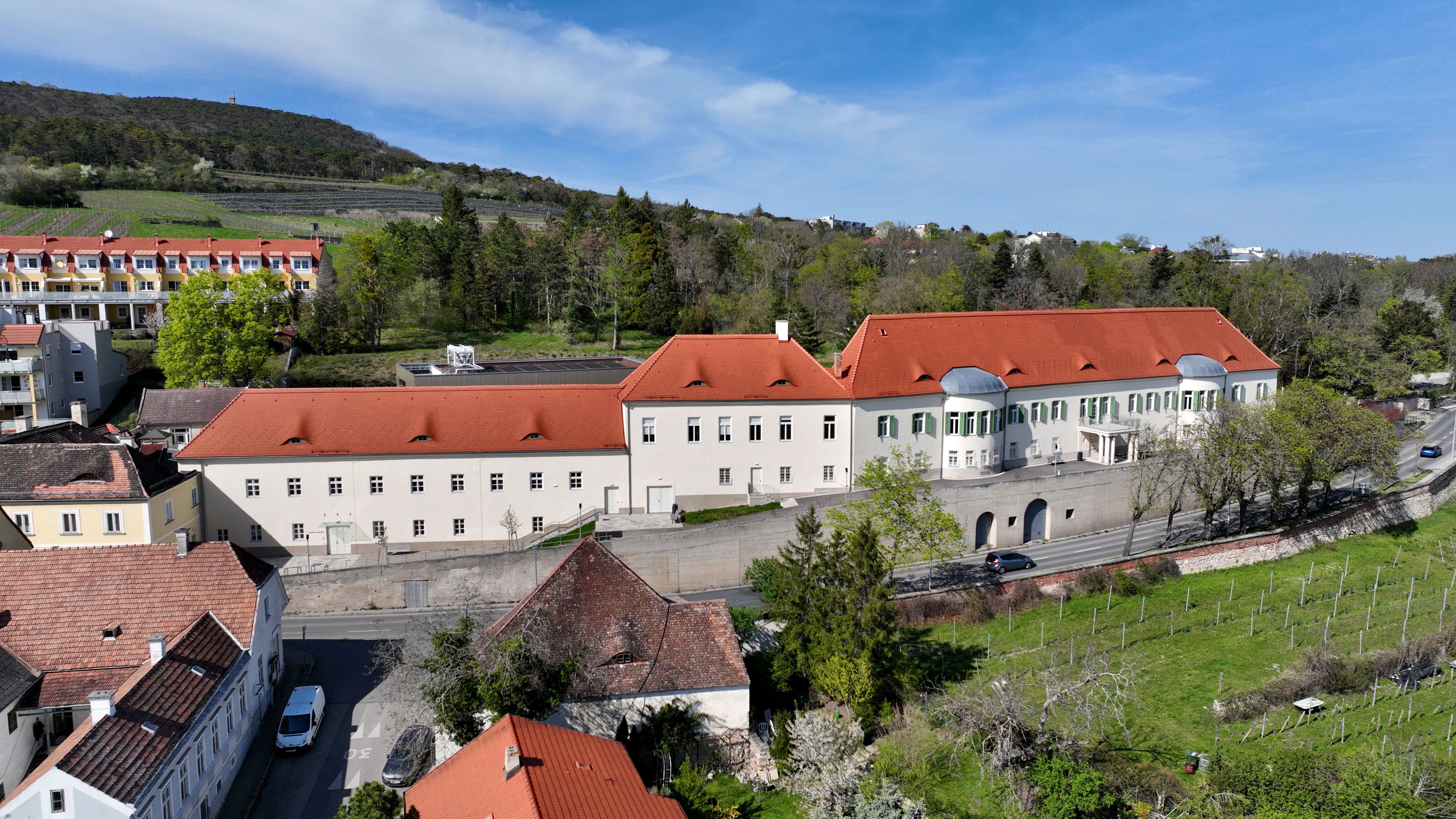
Schloss Gainfarn

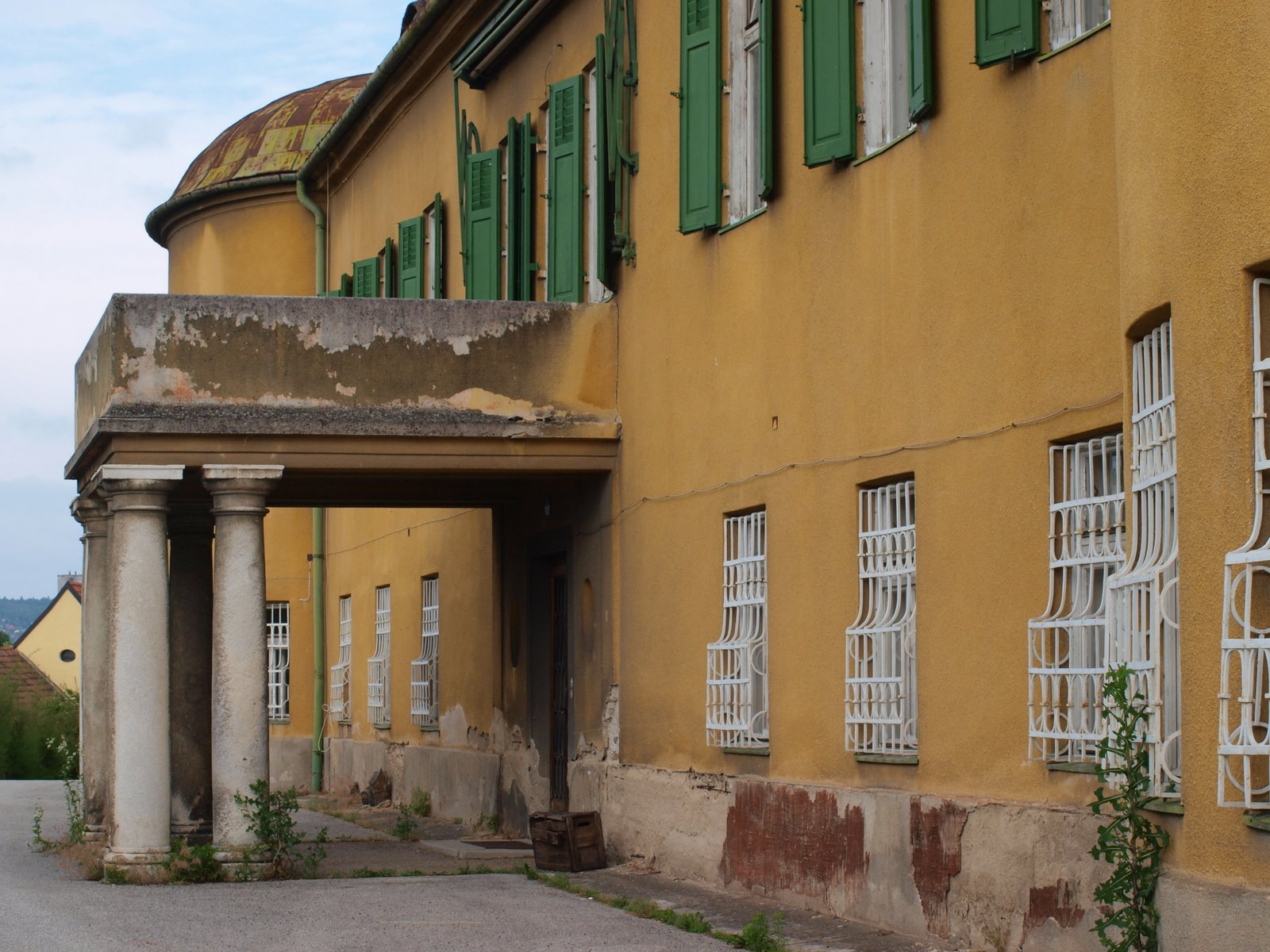
Schloss Gainfarn vor der Sanierung (2010)

Das Schloss Gainfarn ist ein Schloss in der Bad Vöslauer Katastralgemeinde Gainfarn und beherbergt heute die Musikschule von Bad Vöslau. Das Schloss steht unter Denkmalschutz (Listeneintrag). Da die Güter Gainfarn und Großau lange Zeit zusammengehörten, hat Schloss Gainfarn eine sehr ähnliche Entwicklungs- und Besitzgeschichte wie das im Nachbarort Großau befindliche Schloss Merkenstein.

## Geschichte
Bereits 1206 wurde im Salbuch des Stiftes Klosterneuburg ein Rudwinus von Gainfarn urkundlich erwähnt. Der Standort seines Sitzes, das so genannte Feste Haus, ist jedoch nicht bekannt. Die Hohenberger, die das Gut Gainfarn besaßen, verlegten ihren Sitz bereits 1448 zur Burg Merkenstein. Das heute noch bestehende Schloss ist jedenfalls wesentlich jünger.
Als die Burg Merkenstein im Zuge der Zweiten Türkenbelagerung zerstört wurde, wurde der Sitz der Herrschaft wieder nach Gainfarn verlegt. Sowohl der Ort und das Schloss Gainfarn befanden sich von 1675, also auch während der Türkenbelagerung, bis 1829 im Besitz der Dietrichsteiner. Noch vor dem Besitzerwechsel erfuhr das Schloss den Umbau zum heutigen Aussehen durch Joseph Carl von Dietrichstein, den ersten Gouverneur der Privilegirten Oesterreichischen National-Bank. 1816 ließ er den Haupttrakt in seine klassizistische Form umbauen.
Im Jahr 1829 erwarb Joachim Eduard Graf Münch-Bellinghausen die beiden Güter Gainfarn und Großau mit Merkenstein. Nach dessen Tod erbte auch dieses Schloss 1866 Adolph Freiherr von Brenner-Felsach. Dieser vererbte es seinerseits an seinen Sohn Joachim von Brenner-Felsach, der durch seine Weltreisen und die dabei entstandenen Fotos, die im heutigen Museum für Völkerkunde in Wien ausgestellt sind, bekannt wurde. In der Zeit von 1897 bis 1901 war Hugo von Hofmannsthal ein oft gesehener Gast im Schloss.
Im Jahr 1911 verkaufte Brenner-Felsach das Schloss mit seinen Besitzungen an den Sägewerksbesitzer Leopold Kern, der es bis 1917 besaß. Von ihm kaufte es gleichzeitig mit dem Gut Merkenstein der Industrielle Arthur Krupp aus Berndorf. Er stellte es im letzten Kriegsjahr des Ersten Weltkrieges als Lazarett zur Verfügung. 
Als nach dem Zweiten Weltkrieg sämtlicher Besitz der Familie Krupp von der sowjetischen Besatzungsmacht als Deutsches Eigentum beschlagnahmt wurde, fiel auch Schloss und Gut Gainfarn in die Verwaltung von USIA. In dieser Zeit verfiel das Schloss zusehends. Nach dem Staatsvertrag fiel der Besitz der Republik Österreich und damit den Bundesforsten zu. Von den Bundesforsten wurde neben den schon bestehenden Forstschulen in Bruck an der Mur und Gmunden 1948 eine Forstschule in Waidhofen an der Ybbs und jetzt in Gainfarn eingerichtet. Mit der Neuorganisation des gesamten österreichischen Schulwesens wurde 1972 eine Höhere Abteilung mit Maturaabschluss für die Försterausbildung eingerichtet. Auch ein Institut für Bienenkunde war für eine Zeit eingemietet.
Zur Jahrtausendwende wurde diese Schule aber geschlossen. Der größte Teil des Waldbesitzes von 5.000 ha wurde bereits früher verkauft.

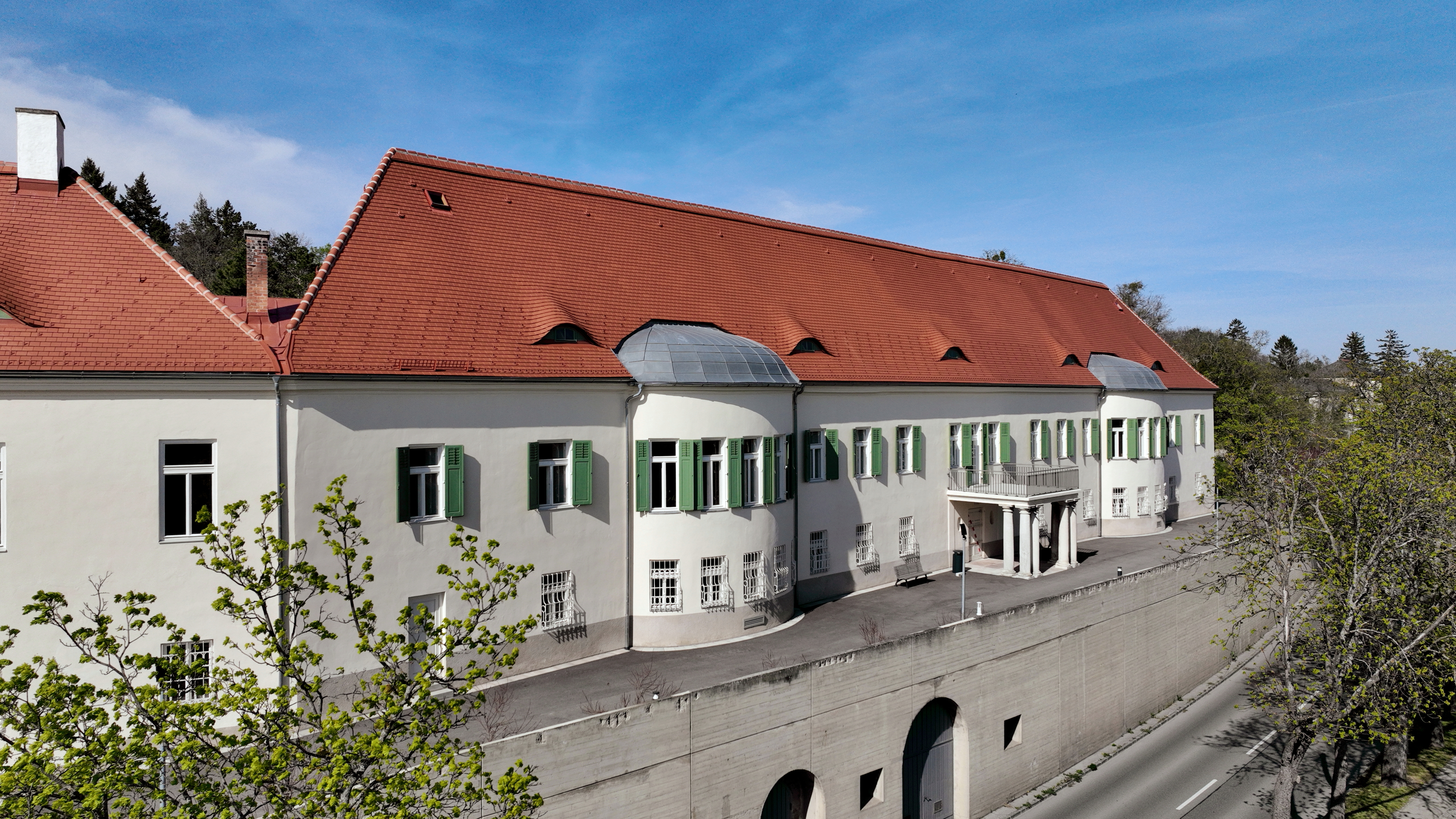
Haupttrakt nach der Generalsanierung (2022/23)

Im Jahr 2001 erwarb die Stadtgemeinde Bad Vöslau das Schloss. Das adaptierte Schloss beherbergt seither die Musikschule Bad Vöslau.
Ab 2022 erfolgte eine Generalsanierung mit Umbau und Erweiterung (Konzertsaal) durch die ARGE archipel in Kooperation mit SWAP Architekten, die mit der feierlichen Eröffnung am 24. November 2023 abgeschlossen wurde.